# Volksbank Raiffeisenbank Nürnberg
Die Volksbank Raiffeisenbank Nürnberg eG (VR Bank Nürnberg) war ein genossenschaftliches Kreditinstitut, deren Geschäftsgebiet im Stadtgebiet Nürnberg sowie in Schwaig bei Nürnberg, Stein bei Nürnberg und Wendelstein liegt.
Die VR Bank Nürnberg war mit 5 Kompetenzzentren (Am Tullnaupark, Katzwang, Schwaig, Stein, Wendelstein), 5 Geschäftsstellen (Eibach, St. Johannis, Großreuth-Gebersdorf, Herpersdorf, Königstraße), 1 Beratungsfiliale (Kornburg) 3 SB-Geschäftsstellen (Aufseßplatz, Deutenbach, Königstorpassage) und 5 Geldautomaten (Cinecitta, City Park Center, Äußere Sulzbacher Straße, Bäckerei Woitinek, Franken-Center) in der Region vertreten. Seit 2015 verfügte die VR Bank über einen mobilen Geldautomaten, der bei wechselnden Veranstaltungen (Sommer in der City, Volksfest, Kinderweihnacht etc.) zum Einsatz kam.

## Geschichte
Die VR Bank Nürnberg entstand aus mehreren vormals eigenständigen Genossenschaftsbanken.
1893 wurde die Raiffeisenbank in Behringersdorf / Schwaig gegründet, die 1973 zusammen mit der Raiffeisenbank Stein zur Raiffeisenbank Nürnberg fusionierte. 1974 komplettierten die Raiffeisenkassen Kornburg und Wendelstein die Raiffeisenbank Nürnberg.
Die Volksbank Nürnberg wurde 1925 als Fränkische Gewerbebank eGmbH gegründet. 1940 erfolgte die Namensänderung in Volksbank Nürnberg, 1943 die Fusion mit dem Spar- und Vorschußverein St. Johannis (Nürnberg).
Ebenfalls 1893 wurde die Raiffeisenkasse Katzwang als eingetragene Genossenschaft mit unbeschränkter Haftung (eGmuH) gegründet. 1967 benannte man sich in Raiffeisenbank Katzwang um.
Die Bäckerbank Nürnberg eG, entstand 1903 als Finanzdienstleister für die in Nürnberg und Umgebung angesiedelten Bäckereibetriebe. In den 1960er Jahren öffnete sie sich allerdings dem normalen Privatkunden.

### Fusionen
Im Jahr 2000 fusionierte die Raiffeisenbank Nürnberg mit der Volksbank Nürnberg zur VR Bank Nürnberg. 2003 folgte die Fusion mit der Raiffeisenbank Katzwang und 2004 mit der BäckerBank Nürnberg
Im Jahre 2021 wurde die Volksbank Raiffeisenbank Nürnberg eG auf die VR-Bank Erlangen-Höchstadt-Herzogenaurach eG, jetzt VR Bank Metropolregion Nürnberg eG, verschmolzen.

## Kooperationen
Die Bank kooperierte mit den Verbundunternehmen des genossenschaftlichen Finanzverbundes und ist Mitglied im Einlagensicherungsfonds des Bundesverbandes der Deutschen Volksbanken und Raiffeisenbanken.